# Jano (Comiczeichner)
Jean Leguay (* 22. August 1955 in Paris), bekannt als Jano, ist ein französischer Comiczeichner.

## Leben und Werk
Jean Leguay studierte drei Jahre Bildende Kunst in Paris. Zusammen mit Bertrand Tramber schuf er 1978 die Figur Kebra, ein anthropomorpher rattenähnlicher Kleinkrimineller aus den Pariser Vororten. Die Comics wurden zuerst in verschiedenen Magazinen und bis 1985 in fünf Alben veröffentlicht, von denen zwei als Kebra die Ratte in deutscher Sprache bei Taschen erschienen. Eindrücke einer Afrika-Reise verwendete er für die beiden Comics mit dem Seemann Keubla. Im beim Semmel-Verlach erschienenen Album Auf den Spuren des Bongo hat die Figur den Namen Kebla und erlebt verschiedene Abenteuer in Ostafrika. Im anderen trifft Keubla auf Kebra.
Die Heldin seines Science-Fiction-Comics Gazoline et la planète rouge (dt. Gazoline und der rote Planet) ist ebenfalls eine anthropomorphe Figur, eine Gepardin.
Jano veröffentlichte auch Bücher über seine Reisen, Carnet d’Afrique, Bonjour les Indes (mit Ben Radis und Dodo) und Rio de Janeiro.
2003 erschien der Dokumentarfilm Rio de Jano von Anna Azevedo und Renata Baldi über eine Reise Janos nach Rio de Janeiro im Jahr 2000.

## Auszeichnungen
1990 erhielt er den Prix du meilleur album beim Festival International de la Bande Dessinée d’Angoulême für Gazoline et la planète rouge.

## Nachweise
1. 1 2  Biographie bei bedetheque.com
2. ↑  Übersicht über die Kebra-Alben
3. ↑  Biographie bei lambiek.net
4. ↑  Rio de Jano bei IMDb